# Ambalavao
Ambalavao är en stad och kommun i regionen Haute Matsiatra i den centrala delen av Madagaskar. Kommunen hade 43 231 invånare vid folkräkningen 2018, på en yta av 99,94 km². Den ligger inte långt från staden Fianarantsoa, cirka 330 kilometer söder om Antananarivo.
Nationalvägen RN 7 knyter samman staden med Fianarantsoa i norr och Toliara i sydväst.